# 잔차 신경망

레즈넷의 구조 ℓ − 1번층을 건너뛰고 ℓ − 2번째 층에서 ℓ번째 층으로 가는 경로가 있다.

잔차 신경망(殘差 神經網, Residual neural network), 즉 레즈넷(ResNet)은 스킵 연결(skip connection)을 통해 잔차를 학습하도록 만들어진 인공신경망이다. 일반적인 딥러닝 신경망 모델보다 예측 정확도가 높다.